# Dorcadion brunoi
Dorcadion brunoi är en skalbaggsart som beskrevs av Stefan von Breuning 1964. Dorcadion brunoi ingår i släktet Dorcadion och familjen långhorningar. Inga underarter finns listade i Catalogue of Life.